# ぶいおん!!
『ぶいおん!!』は、バーチャルYouTuber専用配信アプリ「REALITY」にて、2019年3月1日から隔週レギュラーで行われているバーチャルYouTuberを専門とした生配信の音楽番組。

## 概要
2019年3月1日の21時にて第1回の放送が開始された世界初のVR音楽レギュラー番組である。また、放送内容についてはオーイシの口から「毎回vtuberのゲストを自宅風セットに招き、リラックスした気楽なトークを繰り広げていこうという番組」である事と「今後大体隔週金曜日ぐらいに放送が行われる予定」であることが説明された。

## 出演者
- MC - オーイシマサヨシ
- サブMC - LITA、LIZ（KMNZ）

## 放送リスト
| 回数  | 放送日        | ゲスト     | ライブ曲                                       |
| ----- | ------------- | ---------- | ---------------------------------------------- |
| 第1回 | 2019年 3月1日 | ときのそら | 「世界は恋に落ちている」「ブレンドキャラバン」 |
| 第2回 | 3月15日       | 樋口楓     | 「burning forest」「だってアタシのヒーロー。」 |